# Leichtathletik-Südamerikameisterschaften
Die Leichtathletik-Südamerikameisterschaften werden offiziell seit 1919 ausgetragen. Sie waren die ersten Kontinentalmeisterschaften in der Leichtathletik. Die von der Confederación Sudamericana de Atletismo veranstalteten Wettbewerbe finden seit den 1920er Jahren mit Ausnahme der 1950er Jahre in den ungeraden Jahren statt.
Bei der ersten Austragung beteiligten sich 1919 lediglich die Mannschaften Uruguays und Chiles. 1920 trat die argentinische Auswahl erstmals an, brasilianische Athleten nehmen seit 1931 teil. Frauenwettbewerbe stehen seit 1939 auf dem Programm.
Neben den Einzelwettbewerben wird aus den Einzelergebnissen eine Mannschaftswertung errechnet, der Sieger der Mannschaftswertung ist der Sieger der Südamerikameisterschaften. Diese Mannschaftswertung tragen Männer und Frauen getrennt aus. Rekordsieger ist sowohl bei den Männern als auch bei den Frauen Brasilien.
Außer den offiziellen Südamerikameisterschaften fanden zwischen 1918 von 1957 acht inoffizielle Meisterschaften statt.

## Veranstaltungen
| Nr.           | Jahr | Stadt             | Land        | Datum                        | Siegerteam Männer | Siegerteam Frauen |
| ------------- | ---- | ----------------- | ----------- | ---------------------------- | ----------------- | ----------------- |
| (Inoffiziell) | 1918 | Buenos Aires      | Argentinien | 24. bis 26. Mai              |                   |                   |
| I             | 1919 | Montevideo        | Uruguay     | 11. bis 13. April            | Chile             |                   |
| II            | 1920 | Santiago de Chile | Chile       | 23. bis 25. April            | Chile             |                   |
| (Inoffiziell) | 1922 | Rio de Janeiro    | Brasilien   | September                    |                   |                   |
| III           | 1924 | Buenos Aires      | Argentinien | 17. bis 22. April            | Argentinien       |                   |
| IV            | 1926 | Montevideo        | Uruguay     | 15. bis 20. April            | Argentinien       |                   |
| V             | 1927 | Santiago de Chile | Chile       | 14. bis 19. April            | Chile             |                   |
| VI            | 1929 | Lima              | Peru        | 5. bis 10. Mai               | Argentinien       |                   |
| VII           | 1931 | Buenos Aires      | Argentinien | 30. April bis 5. Mai         | Argentinien       |                   |
| (Inoffiziell) | 1931 | Montevideo        | Uruguay     | 8. bis 10. Mai               | Argentinien       |                   |
| VIII          | 1933 | Montevideo        | Uruguay     | 6. bis 9. April              | Argentinien       |                   |
| IX            | 1935 | Santiago de Chile | Chile       | 11. bis 14. April            | Chile             |                   |
| X             | 1937 | São Paulo         | Brasilien   | 27. bis 30. Mai              | Brasilien         |                   |
| XI            | 1939 | Lima              | Peru        | 25. bis 28. Mai              | Brasilien         | Argentinien       |
| XII           | 1941 | Buenos Aires      | Argentinien | 26. April bis 4. Mai         | Brasilien         | Argentinien       |
| XIII          | 1943 | Santiago de Chile | Chile       | 23. April bis 2. Mai         | Chile             | Chile             |
| XIV           | 1945 | Montevideo        | Uruguay     | 15. bis 22. April            | Brasilien         | Chile             |
| (Inoffiziell) | 1946 | Santiago de Chile | Chile       | April                        |                   |                   |
| XV            | 1947 | Rio de Janeiro    | Brasilien   | 25. April bis 3. Mai         | Argentinien       | Argentinien       |
| (Inoffiziell) | 1948 | La Paz            | Bolivien    | Oktober                      |                   |                   |
| XVI           | 1949 | Lima              | Peru        | 16. bis 24. April            | Argentinien       | Brasilien         |
| (Inoffiziell) | 1950 | Montevideo        | Uruguay     |                              |                   |                   |
| XVII          | 1952 | Buenos Aires      | Argentinien | 3. bis 11. Mai               | Argentinien       | Argentinien       |
| (Inoffiziell) | 1953 | Santiago de Chile | Chile       | 19. bis 26. April            |                   |                   |
| XVIII         | 1954 | São Paulo         | Brasilien   | 17. bis 25. April            | Brasilien         | Brasilien         |
| XIX           | 1956 | Santiago de Chile | Chile       | 14. bis 22. April            | Brasilien         | Chile             |
| (Inoffiziell) | 1957 | Santiago de Chile | Chile       |                              |                   |                   |
| XX            | 1958 | Montevideo        | Uruguay     | 19. bis 27. April            | Brasilien         | Brasilien         |
| XXI           | 1961 | Lima              | Peru        | 20. bis 28. Mai              | Argentinien       | Brasilien         |
| XXII          | 1963 | Cali              | Kolumbien   | 29. Juni bis 7. Juli         | Venezuela         | Brasilien         |
| XXIII         | 1965 | Rio de Janeiro    | Brasilien   | 8. bis 16. Mai               | Brasilien         | Brasilien         |
| XXIV          | 1967 | Buenos Aires      | Argentinien | 7. bis 15. Oktober           | Argentinien       | Brasilien         |
| XXV           | 1969 | Quito             | Ecuador     | 4. bis 12. Oktober           | Chile             | Brasilien         |
| XXVI          | 1971 | Lima              | Peru        | 9. bis 17. Oktober           | Brasilien         | Argentinien       |
| XXVII         | 1974 | Santiago de Chile | Chile       | 16. bis 21. April            | Venezuela         | Brasilien         |
| XXVIII        | 1975 | Rio de Janeiro    | Brasilien   | 26. bis 31. August           | Brasilien         | Brasilien         |
| XXIX          | 1977 | Montevideo        | Uruguay     | 4. bis 6. November           | Brasilien         | Brasilien         |
| XXX           | 1979 | Bucaramanga       | Kolumbien   | 31. Oktober bis 4. November  | Brasilien         | Brasilien         |
| XXXI          | 1981 | La Paz            | Bolivien    | 5. bis 8. November           | Brasilien         | Brasilien         |
| XXXII         | 1983 | Santa Fe          | Argentinien | 29. September bis 2. Oktober | Brasilien         | Brasilien         |
| XXXIII        | 1985 | Santiago de Chile | Chile       | 12. bis 15. September        | Brasilien         | Brasilien         |
| XXXIV         | 1987 | São Paulo         | Brasilien   | 8. bis 11. Oktober           | Brasilien         | Brasilien         |
| XXXV          | 1989 | Medellin          | Kolumbien   | 5. bis 8. August             | Brasilien         | Brasilien         |
| XXXVI         | 1991 | Manaus            | Brasilien   | 28. bis 30. Juni             | Brasilien         | Brasilien         |
| XXXVII        | 1993 | Lima              | Peru        | 2. bis 4. Juli               | Brasilien         | Brasilien         |
| XXXVIII       | 1995 | Manaus            | Brasilien   | 26. bis 28. Mai              | Brasilien         | Brasilien         |
| XXXIX         | 1997 | Mar del Plata     | Argentinien | 4. bis 6. April              | Brasilien         | Brasilien         |
| XL            | 1999 | Bogotá            | Kolumbien   | 25. bis 27. Juni             | Brasilien         | Brasilien         |
| XLI           | 2001 | Manaus            | Brasilien   | 18. bis 20. Mai              | Brasilien         | Brasilien         |
| XLII          | 2003 | Barquisimeto      | Venezuela   | 20. bis 22. Juni             | Brasilien         | Brasilien         |
| XLIII         | 2005 | Cali              | Kolumbien   | 21. bis 24. Juli             | Brasilien         | Brasilien         |
| XLIIII        | 2006 | Tunja             | Kolumbien   | 29. September bis 1. Oktober |                   |                   |
| XLV           | 2007 | São Paulo         | Brasilien   | 7. bis 9. Juni               | Brasilien         | Brasilien         |
| XLVI          | 2009 | Lima              | Peru        | 19. bis 21. Juni             | Brasilien         | Brasilien         |
| XLVII         | 2011 | Buenos Aires      | Argentinien | 2. bis 5. Juni               | Brasilien         | Brasilien         |
| XLVIII        | 2013 | Cartagena         | Kolumbien   | 5. bis 7. Juli               | Brasilien         | Brasilien         |
| XLIX          | 2015 | Lima              | Peru        | 12. bis 14. Juni             | Brasilien         | Brasilien         |
| L             | 2017 | Asunción          | Paraguay    | 23. bis 25. Juni             | Brasilien         | Brasilien         |
| LI            | 2019 | Lima              | Peru        | 24. bis 26. Mai              | Brasilien         | Brasilien         |
| LII           | 2021 | Guayaquil         | Ecuador     | 29. bis 31. Mai              | Brasilien         | Brasilien         |
| LIII          | 2023 | São Paulo         | Brasilien   | 28. bis 30. Juli             | Brasilien         | Brasilien         |
| LIV           | 2025 | Mar del Plata     | Argentinien | 25. bis 27. April            | Brasilien         | Brasilien         |